# Yuxi
Yuxi (chinesisch 玉溪市, Pinyin Yùxī Shì) ist eine bezirksfreie Stadt in der Mitte der chinesischen Provinz Yunnan. Sie hat eine Fläche von 14.942 Quadratkilometern und 2.249.502 Einwohner (Stand: Zensus 2020).
Yuxi liegt inmitten eines großen Tabakanbaugebiets. Die Verarbeitung von Tabak stellt einen enormen Wirtschaftsfaktor der Stadt und der gesamten Umgebung dar. Der Hongta-Konzern (Zigarettenproduktion) hat in Yuxi sein Hauptquartier und sponsert viele Veranstaltungen, Bauprojekte etc. in der Stadt.

## Administrative Gliederung
Auf Kreisebene setzt sich Yuxi aus zwei Stadtbezirken, einer kreisfreien Stadt, drei Kreisen und drei Autonomen Kreisen zusammen. Diese sind (Stand: Zensus 2020):
- Stadtbezirk Hongta – 红塔区 Hóngtǎ Qū, 947 km², 588.738 Einwohner;
- Stadtbezirk Jiangchuan – 江川区 Jiāngchuān Xiàn, 808 km², 253.295 Einwohner;
- Stadt Chengjiang – 澄江市 Chéngjiāng Shì, 755 km², 173.161 Einwohner;
- Kreis Tonghai – 通海县 Tōnghǎi Xiàn, 741 km², 289.891 Einwohner;
- Kreis Huaning – 华宁县 Huáníng Xiàn, 1.248 km², 190.425 Einwohner;
- Kreis Yimen – 易门县 Yìmén Xiàn, 1.527 km², 151.671 Einwohner;
- Autonomer Kreis Eshan der Yi – 峨山彝族自治县 Éshān Yízú Zìzhìxiàn, 1.931 km², 143.903 Einwohner;
- Autonomer Kreis Xinping der Yi und Dai – 新平彝族傣族自治县 Xīnpíng Yízú Dǎizú Zìzhìxiàn, 4.133 km², 262.771 Einwohner;
- Autonomer Kreis Yuanjiang der Hani, Yi und Dai – 元江哈尼族彝族傣族自治县 Yuánjiāng Hānízú Yízú Dǎizú Zìzhìxiàn, 2.716 km², 195.647 Einwohner.

## Verkehr
- Nationalstraße 213
- Autobahn Kunming–Mohan
- Normalspurstrecke Kunming–Yuxi–Hekou
- China-Laos-Eisenbahn

## Söhne des Ortes
- Nie Er, Komponist der chinesischen Nationalhymne